# Galim Akhmetov
Galim Akhmetov (en kazakh: Ғалым Ахметов) (Almati, 20 de març de 1995) és un ciclista kazakh. Professional des del 2014, actualment a l'equip Astana City.

## Palmarès
- - 1r al Tour of Faith Sultan Mehmet